# ウォッシュ (絵画技法)
ウォッシュ(英:Wash　日:淡彩)とは、水彩画やカラーインク画、アクリル画など水を溶媒とする絵で使われる技法。

## 概要
薄く溶いた絵の具を刷毛や大きめの筆で一定方向に線を引くように紙を塗りつぶしていく技法である。特に水彩画ではかなりの頻度で利用され、やり方は後述から一見簡単そうであるが、重要な地位を占める。なぜならば、ウォッシュに様々な水彩画技法を使用することによって水彩画における表現方法が多種多様となるからである。そのため、極めるにはウォッシュ自体かなりの練習をしなければならないとされる。また綺麗な水彩画はウォッシュによることが多い。

## やり方

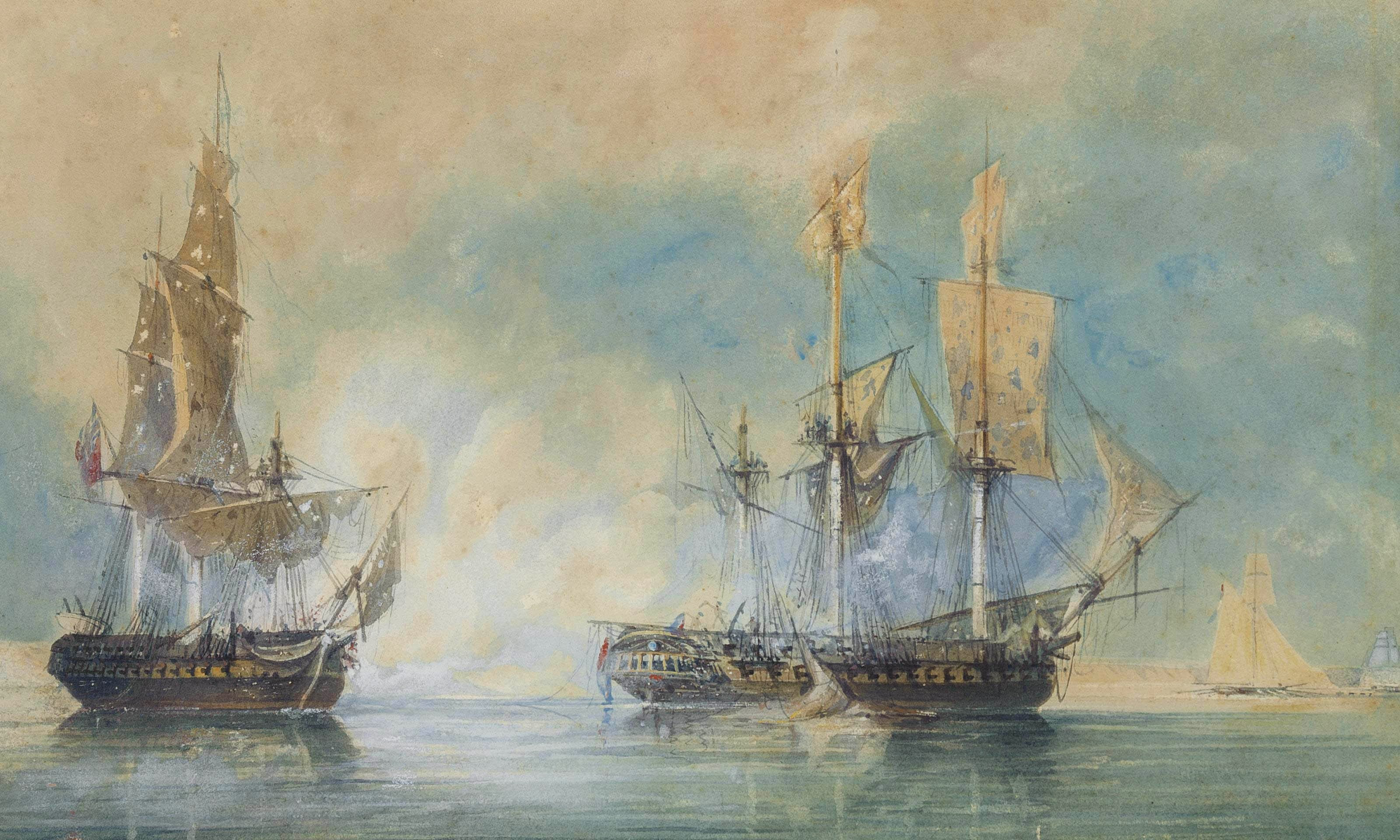
ウォッシュの例。帆に注目
1793年10月20日の海戦
ジョン・クリスティアン・シェトキー作

以下は水彩画によるものである。雲の表現や夕焼けなどで多用されることが多い。慣れれば濃霧や吹雪、海の時化、森など応用が利く。
1. 絵の具を硬めの筆で薄く溶く。このとき溶け残りがないようにしっかり混ぜる。
2. 柔らかめの刷毛や大きめの筆にしっかり染込ませる。
3. 紙に線を引くように一定方向に塗っていく。
4. 暈し等を入れる場合、複数の色でウォッシュをかけ、乾かないうちに画用紙などを傾けて自然に混色する。他にも乾いてから水を塗り溶かして混ぜる、水で湿らせた布やティッシュを被せて自然に溶かしだすなどやり方は様々である。
5. 重ね塗りに移る場合2へ、復色の場合1へ戻る。

このときただ単に特定の色を特定の濃度に薄めたもの一つではなく、滲みやぼかしを表現するために複数の濃さの絵の具を利用することも出来る。そのほかにも2色ウォッシュや復色ウォッシュではさらに濃淡を変えた絵の具を利用することもある。近年では水彩画の場合、一番下のウォッシュにアクリル絵の具を利用し、溶け出さないようにする人も居る。
その他の応用は水彩の項目を参照のこと。